# McDonnell 119
Dimensions
Le McDonnell 119 est un avion d'affaires et de transport léger, créé dans les années 1950 par McDonnell Aircraft Corporation. Conçu en compétition avec le Lockheed JetStar, il restera un unique prototype, qui a fait son premier vol le 11 février 1959. Cet avion est à aile basse, avec quatre réacteurs en nacelle sous les ailes. Cette configuration est celle de grands avions de ligne de la même époque (Boeing 707, Douglas DC-8, Convair 880) et postérieurs, mais elle est inhabituelle sur un avion relativement petit.